# 刘崐
刘崐（1808年3月17日—1888年2月1日），异名劉崑，字玉崑，号韫斋，云南省景東直隸廳（今普洱市景东彝族自治县）人，清朝官员。

## 生平
道光二十一年（1841年）进士。授官庶吉士，历任編修、湖南學政、翰林院侍讀學士、內閣學士。咸丰六年（1856年），會試副考官，內閣學士署兵部右侍郎。工部右侍郎、戶部右侍郎、殿試讀卷官、鴻臚寺少卿。同治三年（1864年），任太僕寺卿。同治五年（1866年），任內閣學士，署順天府府尹。同治六年至十年（1867年至1871年），任湖南巡抚、兵部侍郎（坐銜）、右副都御史（坐銜）。

## 墓葬
刘崐墓位于湖南省长沙市岳麓区含浦镇玉江村罗家湾墓庐屋子。墓地坐北朝南，依山而建，占地面积约1000多平方米。1938年文夕大火前，刘崐第五代后裔刘钜和家人避居于此。1945年，刘钜迁往益阳，委托刘泽安一家守墓。随着时间流逝，墓葬建筑受到破坏。1987年，被盗墓。2009年时，因道路施工刘崐墓面临被摧毁的危险。2009年底，刘崐后裔被找寻到。第三次全国文物普查中，岳麓区文物普查工作队“重新发现”刘墓。2010年6月，刘崐墓被列为长沙市不可移动文物。